# NGC 4782
NGC 4782 est une galaxie elliptique située dans la constellation du Corbeau. Sa vitesse par rapport au fond diffus cosmologique est de 4 962 ± 30 km/s, ce qui correspond à une distance de Hubble de 73,2 ± 5,1 Mpc (∼239 millions d'al). NGC 4782 a été découverte par l'astronome germano-britannique William Herschel en 1786.
Certaines sources indiquent que NGC 4782 et NGC 4783 forment une paire de galaxies, mais il ne s'agit pas d'une paire physique, car la galaxie NGC 4782 est à environ 30 millions d'années-lumière plus éloignée que NGC 4783.
Selon la base de données Simbad, NGC 4782 est une radiogalaxie.
À ce jour, neuf mesures non basées sur le décalage vers le rouge (redshift) donnent une distance de 58,211 ± 20,432 Mpc (∼190 millions d'al), ce qui est à l'intérieur des valeurs de la distance de Hubble. Notons cependant que c'est avec la valeur moyenne des mesures indépendantes, lorsqu'elles existent, que la base de données NASA/IPAC calcule le diamètre d'une galaxie et qu'en conséquence le diamètre de NGC 4782 pourrait être d'environ 38,7 kpc (∼126 000 al) si on utilisait la distance de Hubble pour le calculer.

## Supernova
Deux supernovas ont été découvertes dans NGC 4782 : SN 1956B et SN 2015B.

### SN 1956B
Cette supernova a été découverte le 8 avril 1956 par l'astrophysicien américano-suisse Fritz Zwicky. Le type de cette supernova n'a pas été déterminé.

### SN 2015B
Cette supernova a été découverte le 5 janvier 2015 par Simone Leonini, M. Conti, G. Guerrini, P. Rosi et L.M. Tinjaca Ramirez du groupe ISSP (Italian Supernovae Search Project). Cette supernova était de type Ia.